# Miguel Falomir
Miguel Falomir Faus (Valencia, España, 1966) es un historiador del arte, y director del Museo Nacional del Prado desde marzo de 2017.

## Biografía
Se licenció en Historia del Arte en 1989 por la Universidad de Valencia, obteniendo el premio extraordinario de su promoción. Posteriormente, entre 1990 y 1993 trabajó como becario FPI para la Ciencia en el Consejo Superior de Investigaciones Científicas, organismo que depende del Ministerio de Educación y Ciencia. Durante este período, concretamente en 1993, Falomir se doctoró en Historia del Arte. Entre 1994 y 1995 realizó estudios de postdoctorado en el Instituto de Bellas Artes de la Universidad de Nueva York, gracias a una beca Fulbright.

## Trayectoria
A su regreso, trabajó como profesor titular en la universidad de Valencia, hasta que en 1997 se incorporó a la plantilla del Museo del Prado como Jefe del Departamento de Pintura Italiana y Francesa (hasta 1700). Con el tiempo, asumió diferentes cargos en el museo, hasta que en 2015 fue nombrado director adjunto de Conservación e Investigación, cargo que ostentó hasta su nombramiento como director del museo, que tuvo lugar el 17 de marzo de 2017, substituyendo a Miguel Zugaza, quien pasó a dirigir el Museo de Bellas Artes de Bilbao.
Como investigador, es miembro del comité científico de la Fondazione Tiziano de Pieve di Cadore (Italia) y ha colaborado con diversas universidades italianas y estadounidenses. Como comisario, destacan sus exposiciones De Tiziano a Bassano. Maestros venecianos del Museo del Prado (Museo Nacional de Arte de Cataluña, Barcelona, 1997); Una obra maestra restaurada. El Lavatorio de Jacopo Tintoretto (Museo del Prado, 2000); Los Bassano en la España del Siglo de Oro (Museo del Prado, 2001); La restauración de El emperador Carlos V, a caballo, en Mühlberg de Tiziano (Museo del Prado, 2001); Tiziano (Museo del Prado, 2003); Tintoretto (Museo del Prado, 2007), El retrato del Renacimiento (Museo del Prado, 2008), El último Rafael (Museo del Prado, 2012), Las Furias : alegoría política y desafío artístico (Museo del Prado, 2014) y Tiziano: Dánae, Venus y Adonis. Las primeras poesías.
Asimismo, ha impartido conferencias en instituciones tales como el Museo del Prado, la National Gallery of Art (Washington), el Museo del Louvre, la Universidad de Udine, el Museo de Bellas Artes de Boston, la UCLA o la National Gallery of Victoria.
En enero de 2022 ingresó en la Real Academia de Bellas Artes de San Fernando. En concreto, tomado posesión de la medalla número 40 como académico numerario en la sección de Escultura.